# Бессонов, Борис Васильевич
Бори́с Васи́льевич Бессо́нов (Безсо́нов) (1862, Москва — 1934, Париж) — русский художник, пейзажист.

## Биография
Сын врача и художника-любителя Василия Владимировича Бессонова, члена-учредителя Общества взаимного вспоможения русских художников (1870).
Родился в 1862 году. В 1881 году окончил 2-ю Московскую классическую гимназию. Во время учёбы в гимназии занимался живописью у товарища своего отца В. Г. Перова. Учился в Московском университете и одновременно посещал занятия в Московском училище живописи, ваяния и зодчества, где его учителем был А. К. Саврасов.
Источники указывают, что Бессонов стал чиновником министерства земледелия (министерства государственных имуществ) в 1880 году, однако по достоверным сведениям в это время он ещё учился в гимназии и службу мог начать только с середины 1880-х годов и, возможно, после окончания университета. Служил в Нижегородской губернии, был начальником канцелярии нижегородского губернатора. Затем работал в Переселенческом управлении и по долгу службы много ездил по России. Дома и в путешествиях в свободное время занимался живописью; писал преимущественно зимние русские пейзажи. Участвовал в выставках Товарищества передвижных художественных выставок.
В 1907—1908 годах вместе с вологодским губернатором А. Н. Хвостовым совершил два дальних, длительных и трудных путешествия по зырянскому краю. По результатам экспедиций, целью которых стала разведка ухтинской нефти и будущих водных путей в Сибирь, опубликовал две книги, не потерявшие актуальности и исторического интереса до наших дней: Поездка по Вологодской губернии к нефтяным ее богатствам на реку Ухту и Поездка по Вологодской губернии в Печорский край к будущим водным путям на Сибирь.
В 1909 году он совершил новое путешествие по Северному Уралу. По результатам этой поездки Бессонов опубликовал ещё две работы, в которых аргументировал возможность соединения бассейнов Оби и Печоры через долину реки Илыч: Водный путь на Сибирь по Вологодской губернии.
В 1914 году переселенческим управлением были изданы три тома «Азиатская Россия», на страницах которых опубликована и работа Бессонова о создании Амурского казачьего войска, его административном устройстве, землепользовании казаков. В 1915 году появилась книга Б. В. Бессонова «Русские переселенцы в Северной Персии» (Петроград: Переселенч. упр. ГУЗ и З., 1915. — [4], 90 с., 26 л. ил., карт.), а в 1917 году — «Северные провинции Персии» (М-во зем. Переселенч. упр. — Петроград: Екатерин. тип. И. Ф. Вайсберга, 1917. — 157 с.).
Переселившись в Москву, он всецело предался любимому с юности занятию — живописи.
В Гражданскую войну он потерял своего единственного сына и брата и навсегда покинул Россию; в 1922 году он был эвакуирован в Константинополь, попал на остров Лемнос, оттуда — во Францию, в Метц, затем в Париж. В Париже при содействии И. Ф. Шультце он устроился при галерее Леона Жерара, где выставлял и продавал свои пейзажи. При посредничестве галереи выполнял заказы для Южной Америки и Англии.
Умер 26 ноября 1934 года и был похоронен на кладбище в Люзарше.

## Творчество
Излюбленными мотивами творчества были зимний русский пейзаж и заброшенные дворянские парки и усадьбы. При посредничестве галереи выполнял заказы для Южной Америки и Англии. С 1931 года выставлялся в салоне Независимых. Работы хранятся в художественных музеях Франции и Англии.
Одна из работ Б. Бессонова «Зимний вид Москвы» попала в собрание антиквариата знаменитой российской четы М. Ростроповича — Г. Вишневской.

## Галерея
- Старинный городок.
- Весенний пейзаж.
- Пейзаж.